# فاروق سلامة
فاروق سلامة (26 نوفمبر 1935 -) هو ملحن وعازف مصري.

## مسيرته
عمل عازفا علي آلة الأكورديون وقد ظهر في بداياته عام 1963 مع الموسيقار محمد عبد الوهاب، واستمر العازف الرئيسي في حفلات أم كلثوم وهوأول من اضاف الربع تونعلى آلة الاوكورديون وحوله اله شرقية وقد تميز في إبداعه بالعزف الصولوهات المميزة الشهيرة في كل أغاني أم كلثوم وقد كان أحد عناصر التوزيع الجديد الذي قدمه الموسيقار بليغ حمدي في روائعة لكوكب الشرق في بعيد عنك وألف ليلة وليلة حيث استخدم الهارموني مع آلة الناي يعتبر الموسيقار فاروق سلامة مبدع بارع على آلة الأوكورديون وهو شقيق الموسيقار جمال سلامة
قدّم ألحان شهيرة مثل رائعة : يا حبيب العمر ل طلال مداح وشعبية وكان له لحن سلمتها أم حسن للمطرب أحمد عدوية من ألحانه نوع من التغيير
قاعات وقدم موسيقى شعبية باسم نوال ومولد الحسين وسلامات بالآلات بسيطه عبارة الأكسلفون والعود والإيقاعات وبالتاكيد الأكورديون وقد لحّن للكثير من المطربين منهم
سميرة سعيد
ميادة الحناوي
عايدة الشاعر
طلال مداح
ليلى نظمي
أحمد عدوية
سعاد محمد
شريفة فاضل
وليد توفيق
نجاح سلام
محرم فؤاد
محمد ثروت
صباح
فاطمة عيد
هيام طعمة
مايا يزبك
والعديد من فنانى وفنانات الوطن عربي وقدم فاروق سلامة الموسيقى للعديد من الأفلام منها خمسة باب والراقصة والسياسي وفيلم العجوز والبلطجي وفيلم الملك لله وفيلم شوادر والعديد من المسرحيات الحرمية ومسرحية مين ما يحبش زوبه ومسرحية منور يا باشا ومسرحية أصل وخمسه والعديد من المسلسلات منها حارة العوالم.
هو والد الفنانة نهلة سلامة.